# Nazario Sauro (1927)
«Надзаріо Сауро» (італ. Nazario Sauro) — ескадрений міноносець однойменного типу ВМС Італії 1920-х років

## Історія створення
Ескадрений міноносець «Надзаріо Сауро» був закладений 9 лютого 1924 року на верфі «Cantieri Odero» у Генуї. Свою назву отримав на честь італійського політика та іредентиста Надзаріо Сауро.
Спущений на воду 12 травня 1926 року, вступив у стрій 23 вересня 1926 року

## Історія служби

### Довоєнна служба
Після вступу у стрій есмінець «Надзаріо Сауро» ніс службу у Середземному морі.
У 1935 році, перед запланованим відправленням в Червоне море корабель пройшов модернізацію, під час якої встановили системи кондиціонування.
Того ж року був відправлений в Червоне море.
Після повернення в Італію протягом 1936—1937 років брав участь у громадянській війні в Іспанії.

### Друга світова війна
На момент вступу Італії у Другу світову війну 10 червня 1940 року, «Надзаріо Сауро» перебував в Еритреї, де базувався в порту Массауа і входив до складу 3-ї ескадри есмінців, разом з однотипними «Чезаре Баттісті», «Франческо Нулло», і «Даніеле Манін».
Основним завданням італійської ескадри у Червоному морі було перехоплення британських конвоїв. Кораблі декілька разів виходили в море, але не змогли перехопити ворожі кораблі.
На початку 1941 року, коли падіння Італійської Східної Африки було неминуче, перед командуванням італійського флоту постала проблема, що робити з кораблями. ТІ кораблі та підводні човни, що могли дістатись до дружніх японських чи французьких портів, вирушили у плавання. Але есмінці типу «Леоне» і типу «Надзаріо Сауро» не мали достатньої дальності плавання. Тому перед падінням Массауа 31 березня 1941 року «Леоне», «Тігре» та «Пантера» вирушили в атаку на Суец. «Чезаре Баттісті», «Даніеле Манін» та «Надзаріо Сауро» мали атакувати Порт-Судан.
Вночі 1 квітня «Леоне» налетів на не позначену на карті скалу та отримав серйозні пошкодження. Вранці «Тігре» та «Пантера» змушені були потопити його за 15 миль на північ від острова Ауалі-Хутуб в архіпелазі Дахлак, і повернулись в Массауа..
Увечері 1 квітня італійці відхилили британську пропозицію про капітуляцію, і 5 есмінців («Тігре», «Пантера», «Чезаре Баттісті», «Даніеле Манін» та «Надзаріо Сауро») вирушили в останню атаку на Порт-Судан. Кораблі повинні були пройти 300 миль у ворожих водах, прибути до Порт-Судану на світанку, де зав'язати бій з британськими кораблями, і, якщо пощастить, спробувати перетнути Червоне море, досягнути аравійського узбережжя, де вони мали би бути затоплені екіпажами.
На «Чезаре Баттістіі» виникли проблеми із силовою установкою, він направився до аравійського берега, де і був затоплений екіпажем наступного дня.
Вранці ескадра наблизилась до Порт-Судану, де була атакована літаками з берегових аеродромів та авіаносця «Ігл». Британці спочатку сконцентрували вогонь на есмінцях «Даніеле Манін» і «Надзаріо Сауро», а в цей час «Тігре» та «Пантера» зуміли досягнути аравійського узбережжя, де були затоплені екіпажами, які висадились на землю поблизу міста Джидда, де були інтерновані.
О 9:00, після двогодинного бою, британці таки накрили «Надзаріо Сауро», який вибухнув та затонув. Загинуло 78 членів екіпажу.
«Даніеле Манін» продовжував вести бій ще 2 години, але зрештою в нього влучили 2 бомби, внаслідок чого він теж затонув.